# پدرسا د دوئرو
پدرسا د دوئرو (به اسپانیایی: Pedrosa de Duero) یک شهرستان در اسپانیا است.